# 吉川町 (兵庫県)

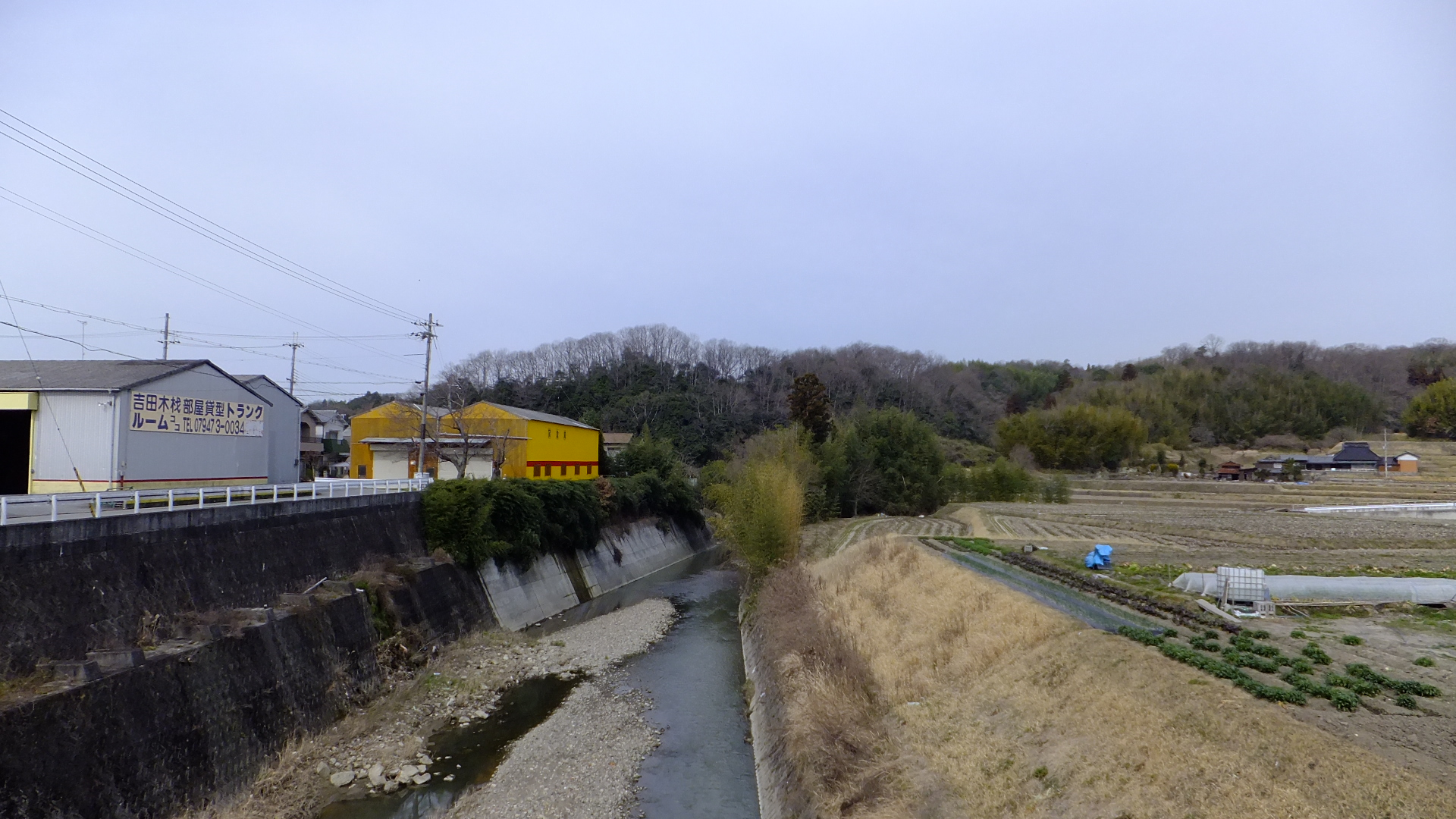
美嚢川
古市で撮影

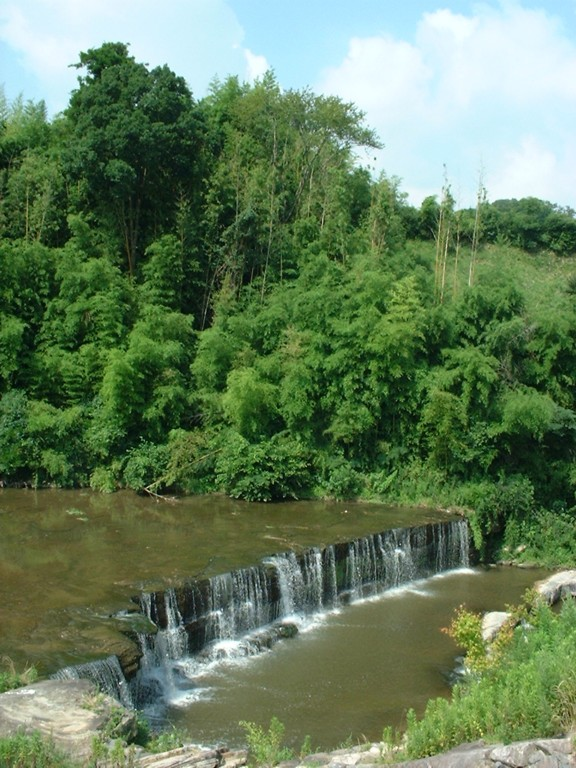
美嚢川にかかる黒滝
落差4 m・幅30 m

吉川町（よかわちょう）は、兵庫県三木市にある町字である。かつては美嚢郡に属する町であった。

## 地理
三木市の北東部、東播磨地区の最東部に位置しており、阪神地区北部に隣接している。全体的に起伏の少ない丘陵地の間に盆地が広がっており、中部を美嚢川が西流しており、北部からの北谷川を併せる田園地帯である。また、町の東側に吉川ジャンクションがあり、中国自動車道と舞鶴若狭自動車道の高速道路の結接点、広域交通の中心点になっており、それに伴いゴルフ場の立地が進められてきた。さらに、酒米である山田錦の産地である。標高地点は最低地点が88 mであり、最高地点は303 mである。     また、村米制度発祥の地である。 
- 山:坊主岩 標高264 m
- 河川:美嚢川・北谷川
- 滝:黒滝

## 地区

### 大字
町内では東吉川・中吉川・上吉川・みなぎ台の4地区に分けられる。三木市に編入合併後は「三木市吉川町○○」と表示する。

#### 中吉川地区

吉川町中心部
吉安で撮影

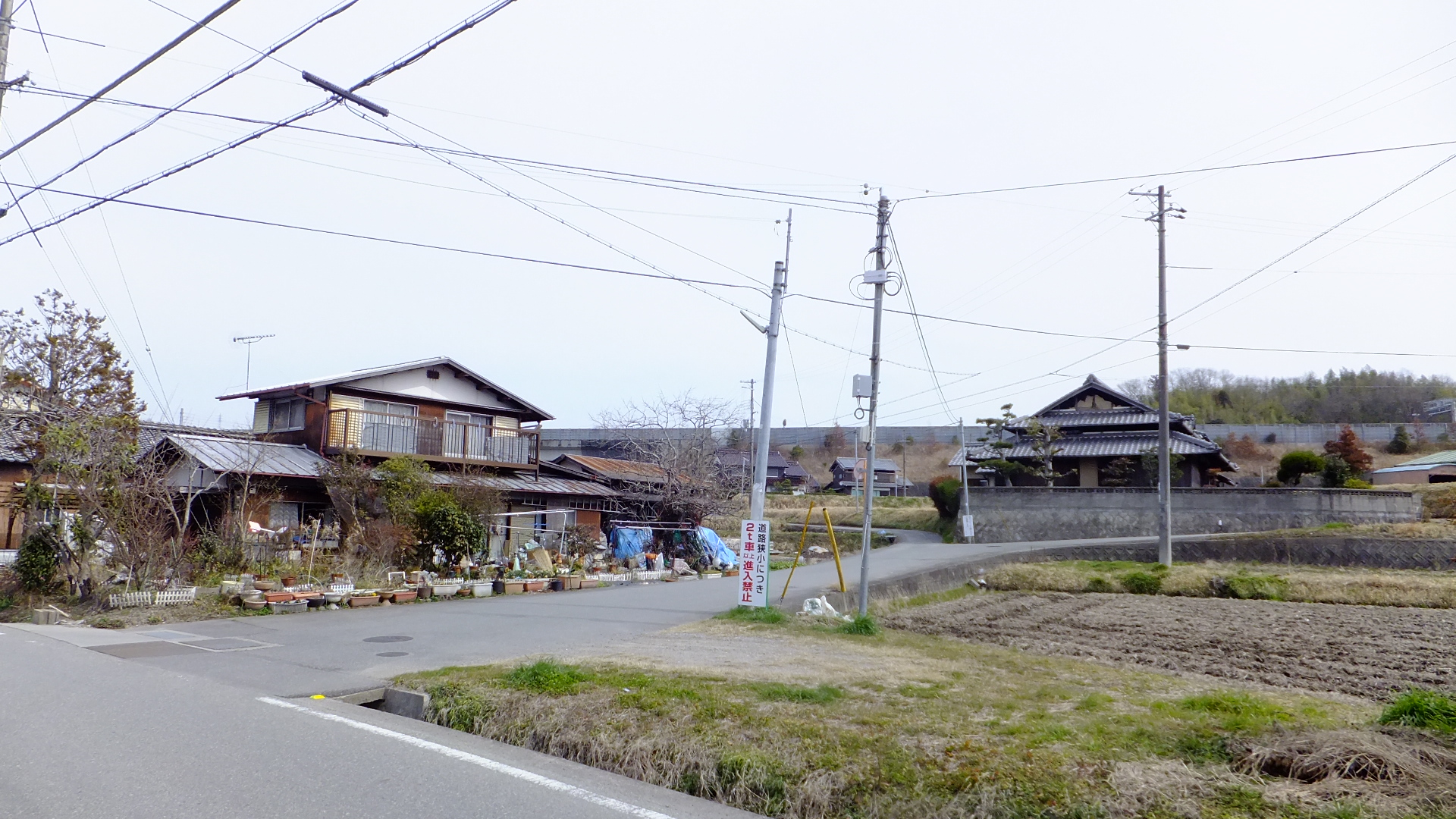
中吉川地区の街並み
古市で撮影

旧・中吉川村の区域。吉川町の中心地であり、市役所支所が置かれている。また、吉川インターチェンジ・国道428号が交わる。
| 郵便番号 | 大字名 |
| -------- | ------ |
| 673-1107 | 有安   |
| 673-1114 | 吉安   |
| 673-1115 | 大沢   |
| 673-1116 | 大畑   |
| 673-1118 | 貸潮   |
| 673-1119 | 鍛治屋 |
| 673-1121 | 米田   |
| 673-1122 | 西奥   |
| 673-1123 | 湯谷   |
| 673-1124 | 法光寺 |
| 673-1125 | 田谷   |
| 673-1126 | 上松   |
| 673-1127 | 長谷   |
| 673-1128 | 山上   |
| 673-1129 | 渡瀬   |

#### 上吉川地区

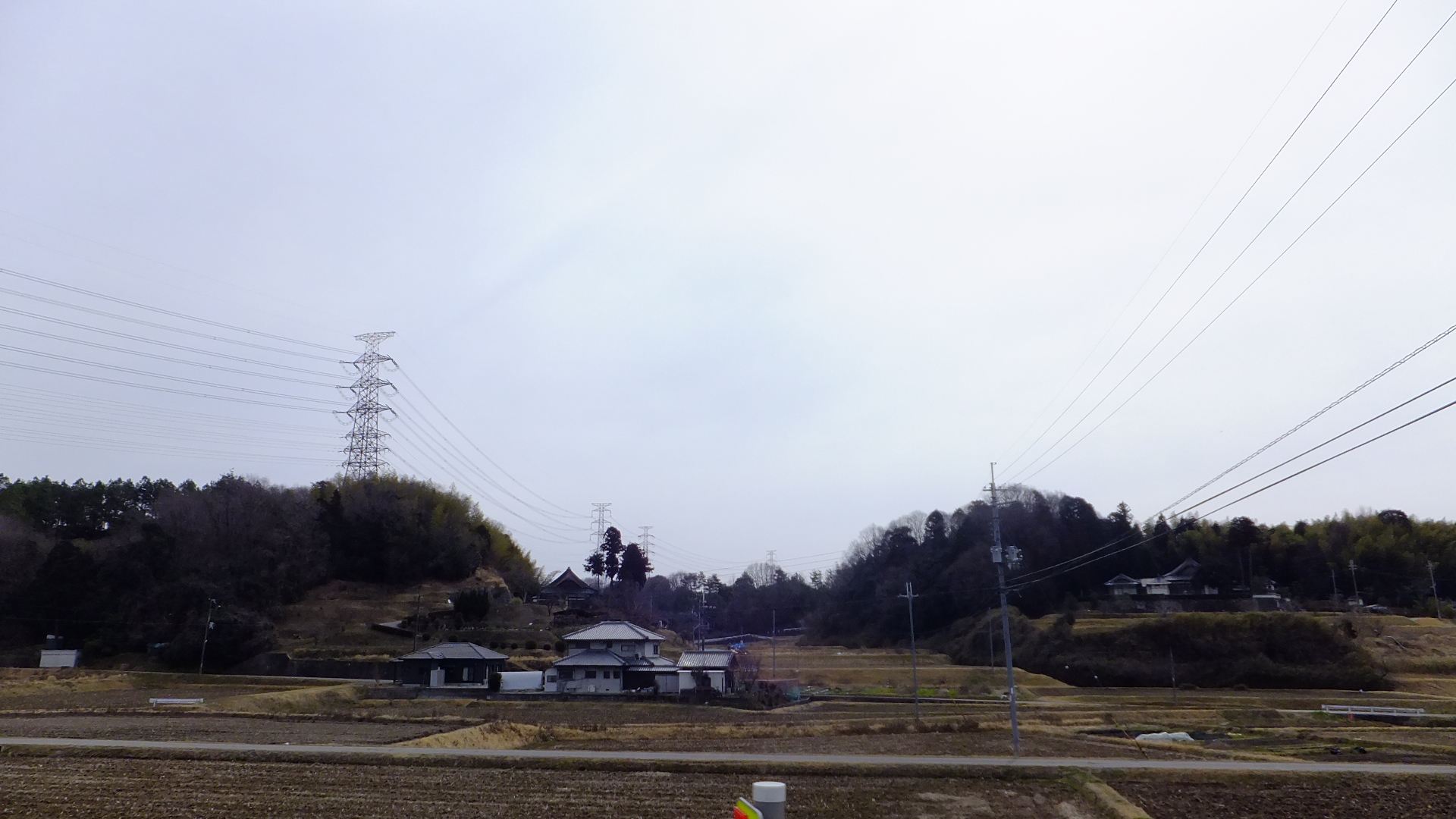
上吉川地区の街並み
冨岡で撮影

旧・北谷村の区域であり、北谷川の流域沿いに集落が広がる。
| 郵便番号 | 大字名 |
| -------- | ------ |
| 673-1101 | 新田   |
| 673-1111 | 上荒川 |
| 673-1112 | 畑枝   |
| 673-1113 | 福井   |
| 673-1102 | 冨岡   |
| 673-1104 | 上中   |
| 673-1105 | 古川   |
| 673-1106 | 実楽   |
| 673-1108 | 古市   |
| 673-1103 | 前田   |

#### 東吉川地区

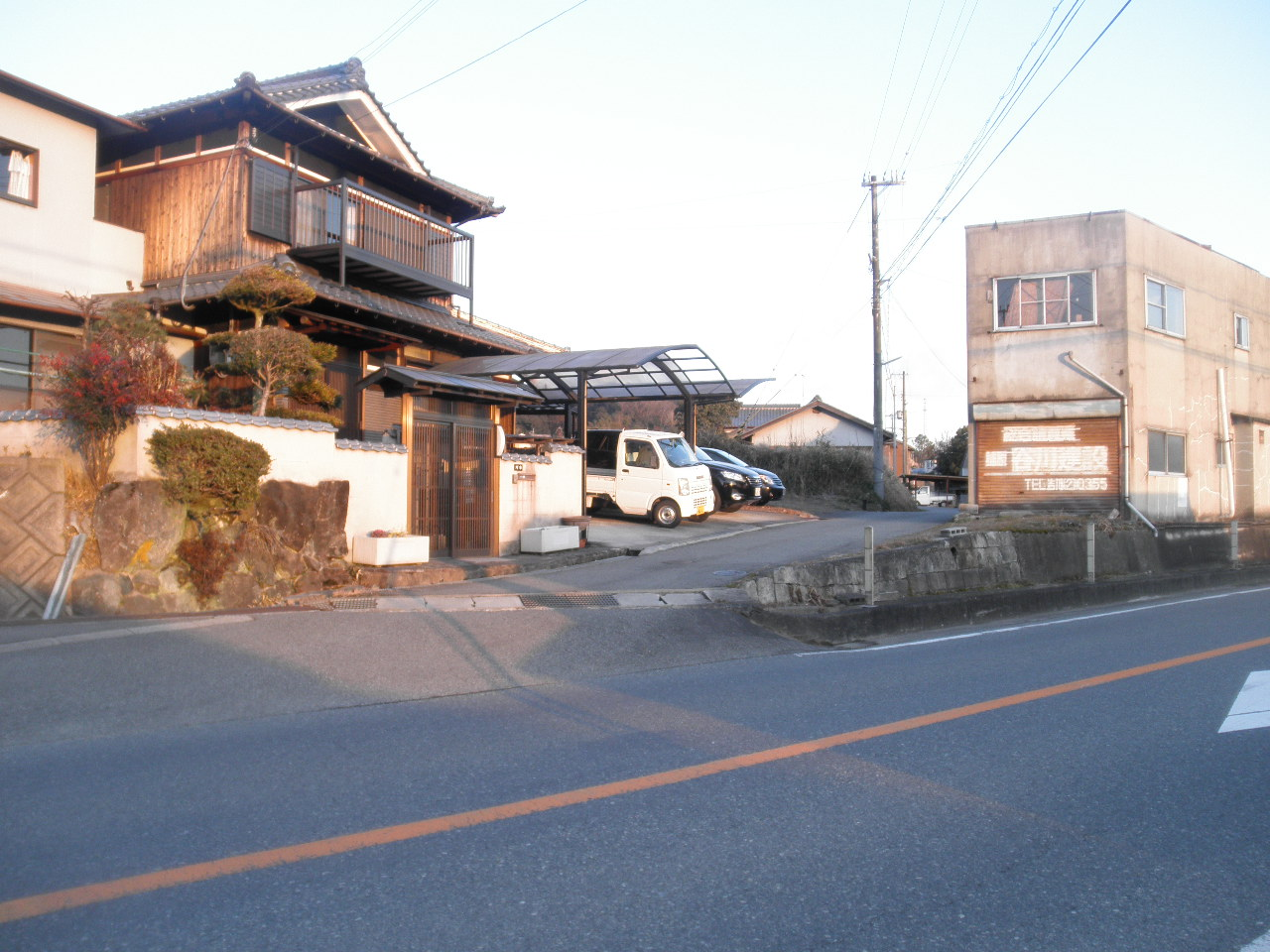
東吉川地区の街並み
毘沙門で撮影

旧・奥吉川村の区域であり、神戸市に接する。市野瀬は村米制度発祥の地である。

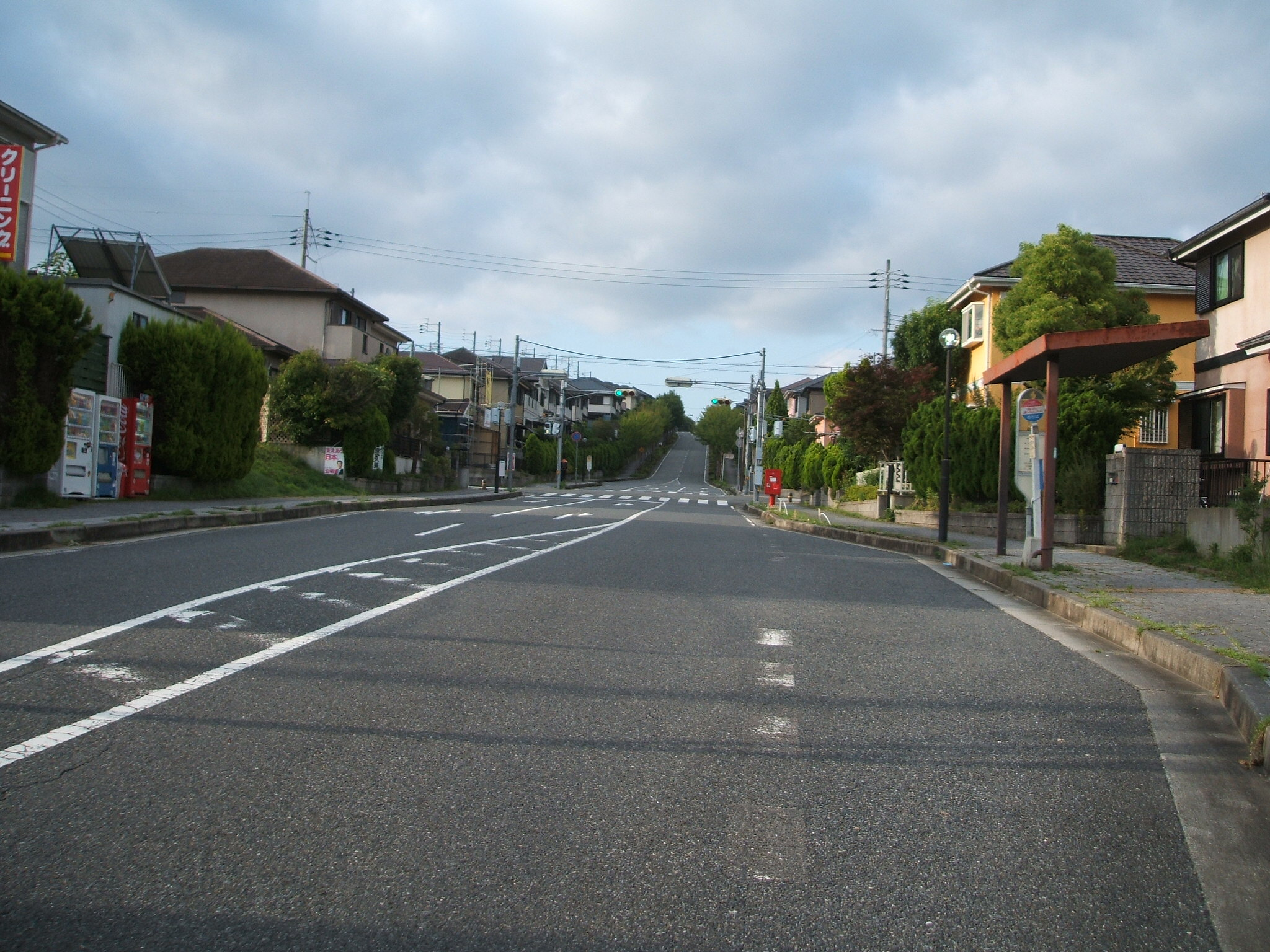
みなぎ台地区の街並み

| 郵便番号 | 大字名 |
| -------- | ------ |
| 673-1231 | 稲田   |
| 673-1232 | 金会   |
| 673-1233 | 毘沙門 |
| 673-1234 | 福吉   |
| 673-1235 | 市野瀬 |
| 673-1236 | 東田   |
| 673-1241 | 楠原   |
| 673-1242 | 奥谷   |
| 673-1243 | 豊岡   |
| 673-1244 | 水上   |

#### みなぎ台地区
- 「吉川ニュータウン美奈木台」として街開きし、1995年に入居が始まった新興住宅地である。

| 郵便番号 | 大字・丁                    |
| -------- | --------------------------- |
| 673-1117 | みなぎ台1丁目 みなぎ台2丁目 |

### 警察・消防

三木市消防署吉川分署

- 三木市消防署吉川分署
- 三木警察署吉川交番
- 三木警察署前田駐在所

### 郵便局
- 渡瀬郵便局
- 北谷郵便局
- 三木吉川郵便局

### 病院

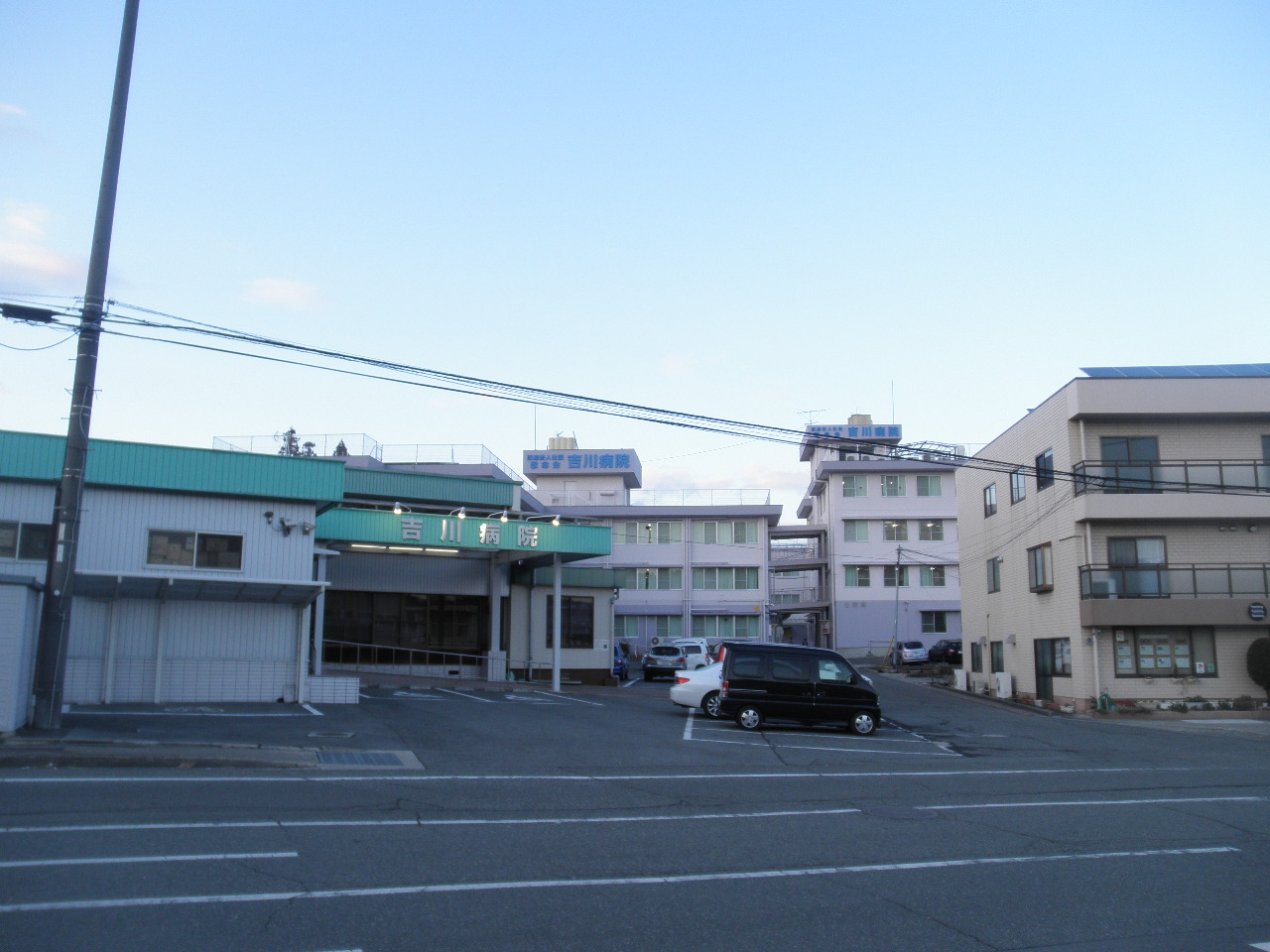
吉川病院

- 吉川病院（私立）

### 公園
街区公園はみなぎ台に集中している。
- 吉川総合公園[13]

### 宗教施設
- 東光寺
- 法光寺
- 天津神社
- 稲荷神社

### その他の施設
- 吉川健康福祉センター
- JAみのり吉川総合営農経済センター

## 産業

### 商業・工業
- 吉川産業団地計画（三木市と合併後の今日も開発計画は凍結されたままである）
- 富田工業吉川工場

### 特産物
粘土質の土壌と朝夕の気温の急激な差があり条件が良好であるから山田錦の特産地となっている。
- 山田錦[1][15]
- ブドウ（よかわぶどう）[1][15][8]
- 美吉籠[15]
兵庫県指定の伝統工芸品となっており、1885年に正倉院の中に収蔵されている華籠の技法を研究したことから作られた。[16]
- ピーマン
兵庫県の指定産地である[8]。[17]
- 鯉のぼり
大正時代から手作りで作られている[17]。
- トマト[17]
- 枝豆[17]

## 教育

三木市立吉川中学校

### 保育所
- 三木市立吉川保育所

### 幼稚園
- 三木市立よかわ幼稚園

### 小学校
- 三木市立東吉川小学校
- 三木市立中吉川小学校
- 三木市立上吉川小学校
- 三木市立みなぎ台小学校

### 中学校
- 三木市立吉川中学校

### 高等学校
- 兵庫県立吉川高等学校

## 交通
町内の公共交通機関は鉄道がないためにバス交通に依存している。

### バス
- 神姫バス
主に三田営業所による運行だが、一部三木営業所による運行もある。新三田駅・三田駅・三ノ宮駅から当町の中心部に乗り入れている。[18]
- みっきぃよかたんバス（旧三木市コミュニティバス、旧愛称：よかたん号）
日常生活の足を確保するために旧町時代の2001年10月から運行を開始し、4路線に分けて運行している[1][18]。（神姫バス三田営業所に運行委託）
- 旧三木市コミュニティバスのみっきぃバス当時からの路線
三木営業所 - よかたん（通称：よかたん線）が週2日運行されている。
- 中国ハイウェイバス（高速バス）
神姫バス、西日本ジェイアールバスが運行。吉川BSに停車。

### 道路

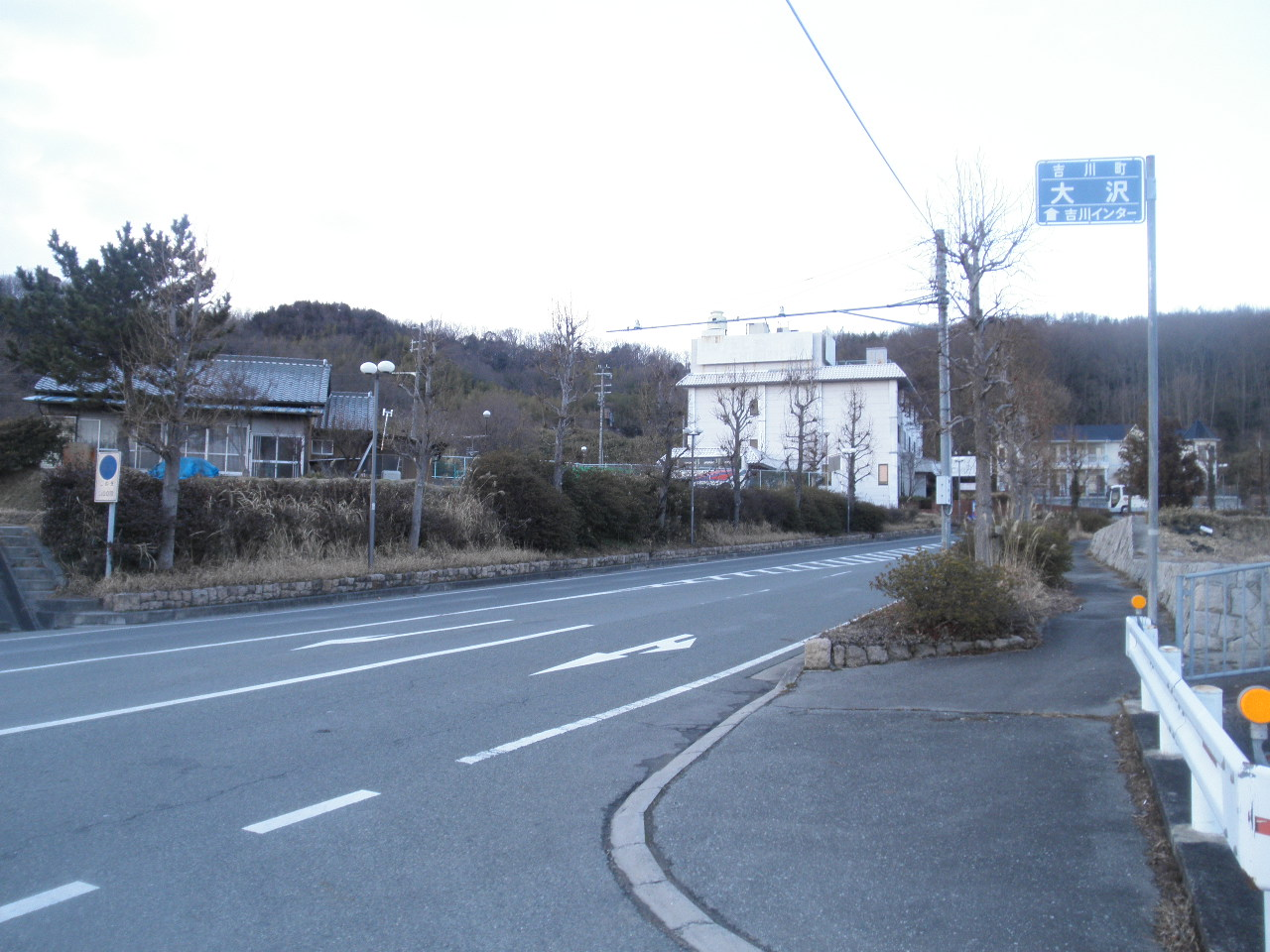
国道428号
大沢で撮影

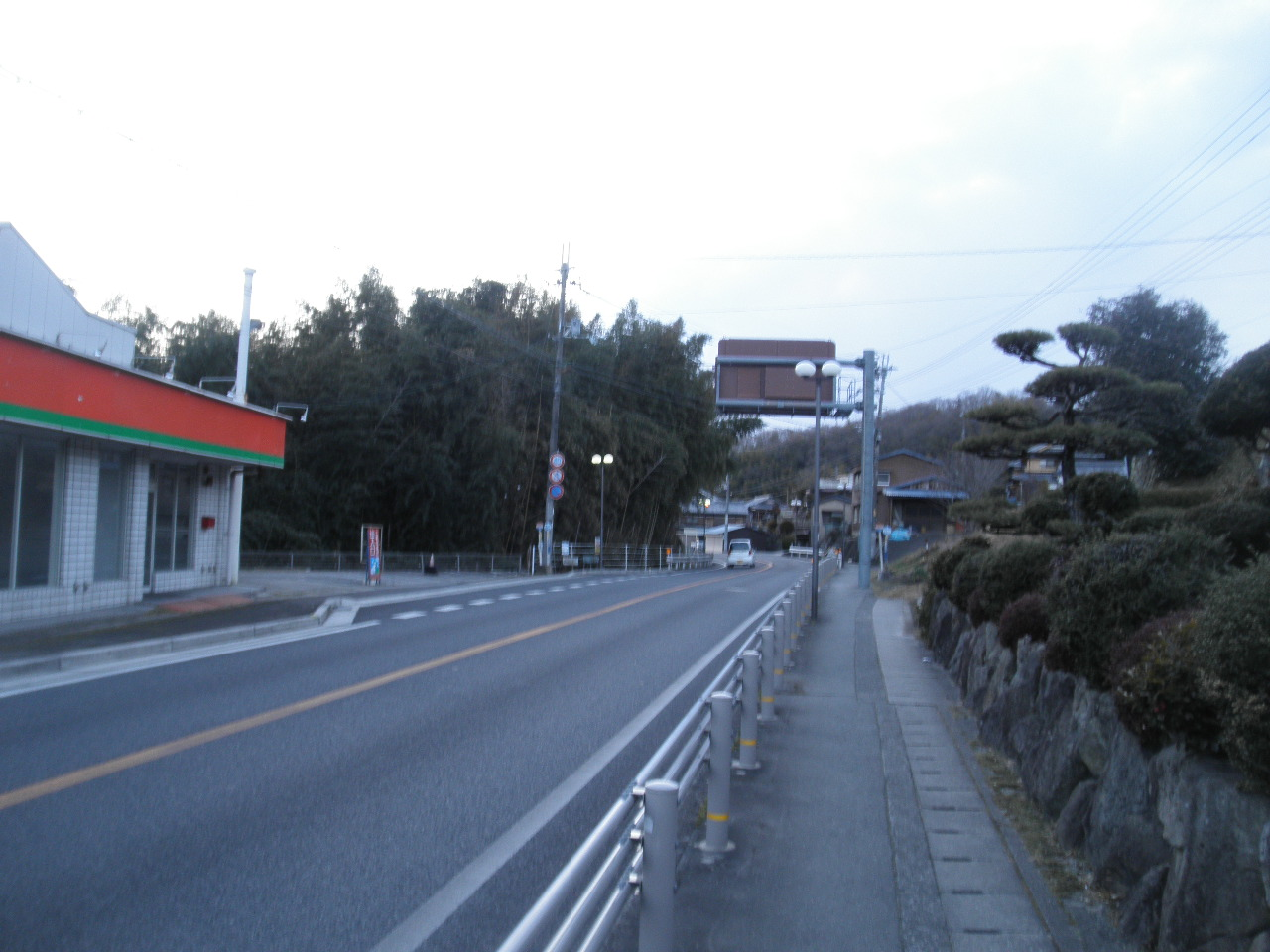
兵庫県道17号西脇三田線
大畑で撮影

#### 高速道路
- E2A中国自動車道
  - 吉川JCT - 吉川IC/吉川BS
- E27舞鶴若狭自動車道

#### 国道
- 国道428号

#### 県道
- 兵庫県道17号西脇三田線
- 兵庫県道20号加古川三田線
- 兵庫県道311号上鴨川木津線
- 兵庫県道313号平木東条線
- 兵庫県道314号大川瀬吉川線
- 兵庫県道315号下相野東条線
- 兵庫県道316号広野東条線
- 兵庫県道354号淡河吉川線
- 兵庫県道355号楠原三木線
- 兵庫県道356号上荒川三田線
- 兵庫県道506号市野瀬有馬線
- 兵庫県道512号新田大沢線
- 兵庫県道719号三田西インター吉川線

## 名所・旧跡・観光スポット

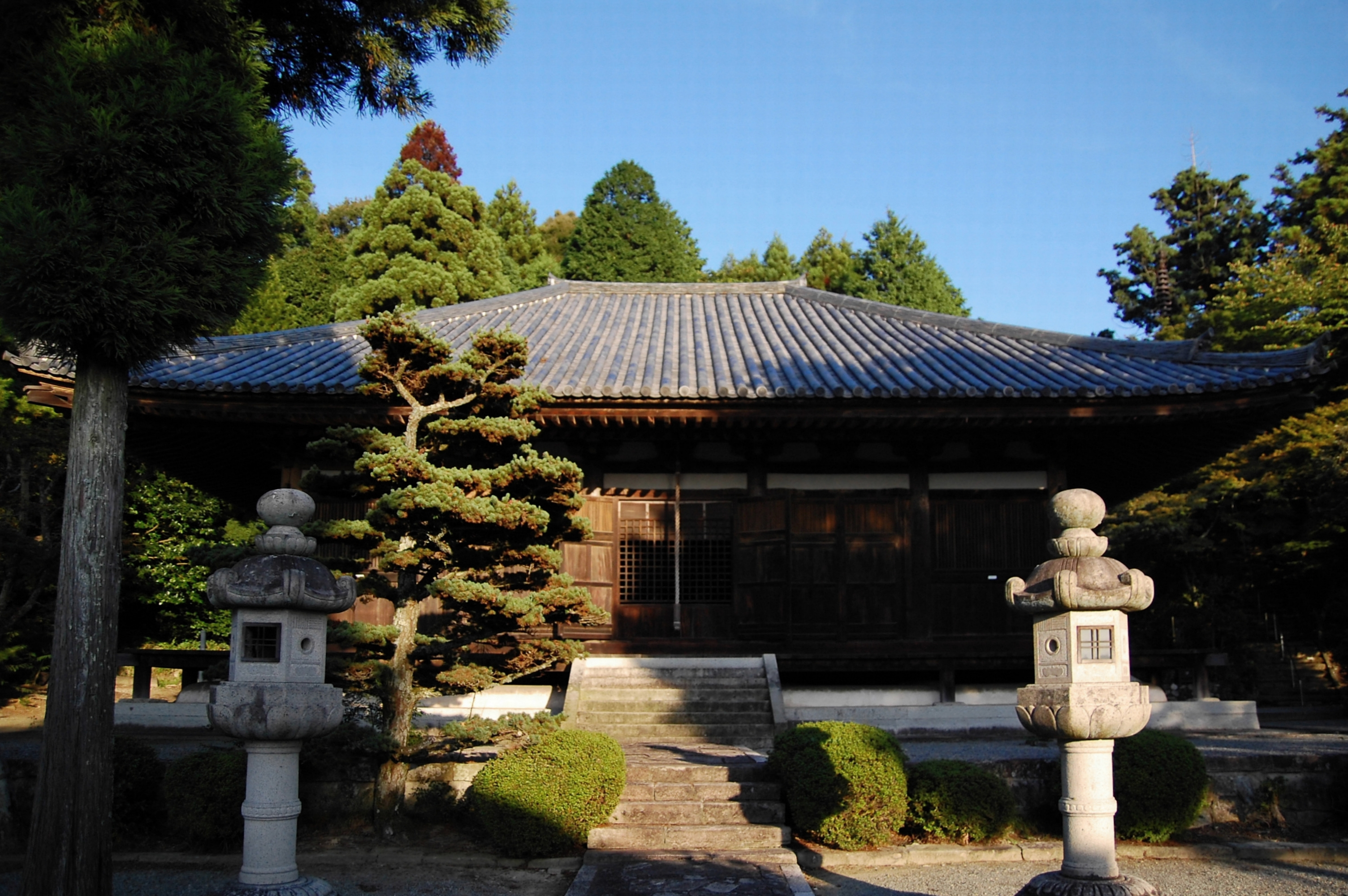
東光寺

- 山田錦の館
- 吉川温泉よかたん
- 黒滝
- 東光寺
- 法光寺
- 若宮神社[19]
- 上松古墳群
- 有安古墳群

## 祭事・催事

吉川音頭

町内にあるゴルフ場

- 山田錦まつり（毎年3月の第2土日曜日に開催される）[20][21]
- 墨華香るまちフェスティバル（みなぎの書道展）
- 吉川町民ふれあい納涼大会（毎年8月16日に開催される）
- ヤホー神事（毎年10月の第1日曜日に若宮神社で開催される）[1][19][22]
- 吉川音頭（吉川音頭踊は町内の各地区で催されている）[1][23]
- 左義長[23]

## 出身有名人
- 穂積豊彦[24]（政治家、三木市議員、元・ハンドボール選手、モントリオールオリンピック代表）
- 今村泰二（動物学者）
- 上田桑鳩[25]（書家）
- 中村奨吾（プロ野球選手）
- 石川槙二（元お笑い芸人、イアソン）

## その他
- 町内には花屋敷ゴルフ倶楽部などゴルフ場が12か所あり、大会が開かれているゴルフ場がある[1][3]。

## 自治体時代

### 人口
合併当初の人口は9,531人であり、合併後初の国勢調査の1955年（昭和30年）10月1日の国勢調査では9,364人であったが、その後は減少し続け、1965年（昭和40年）10月1日の国勢調査後から約30年間は約8000人前後で推移してきた。1995年（平成6年）5月のみなぎ台の造成により 右肩上がりに増加しており、町の住民生活課の住民基本台帳及び外国人登録人口によると1995年3月31日に7,679人であった人口が、翌年の3月31日には8,090人、さらにその翌年には8,623人にまで増加した。
そして、2000年（平成12年）10月1日人口は1割以上の9,435人に増加し、前回1995年比人口増減に対する人口増加率が19.3%と兵庫県内市町単位において1位となったが、2005年10月1日の国勢調査では9,274人に減少している。
| 年                        | 調査名         | 人口    |
| ------------------------- | -------------- | ------- |
| 1955年（昭和30年）10月1日 | 第8回国勢調査  | 9,364人 |
| 1960年（昭和35年）10月1日 | 第9回国勢調査  | 8,798人 |
| 1965年（昭和40年）10月1日 | 第10回国勢調査 | 8,146人 |
| 1970年（昭和45年）10月1日 | 第11回国勢調査 | 7,826人 |
| 1975年（昭和50年）10月1日 | 第12回国勢調査 | 8,015人 |
| 1980年（昭和55年）10月1日 | 第13回国勢調査 | 8,096人 |
| 1985年（昭和60年）10月1日 | 第14回国勢調査 | 8,109人 |
| 1990年（平成2年）10月1日  | 第15回国勢調査 | 7,944人 |
| 1995年（平成7年）10月1日  | 第16回国勢調査 | 7,909人 |
| 2000年（平成12年）10月1日 | 第17回国勢調査 | 9,435人 |
| 2005年（平成17年）10月1日 | 第18回国勢調査 | 9,274人 |

### 面積
- 56.45 km2[3]

### 広ぼう
- 南北 12.0 km・東西 8.1 kmである[2][3]。

### 隣接自治体
- 神戸市
- 三田市
- 三木市
- 加東郡東条町

### 歴史

#### 1950年代

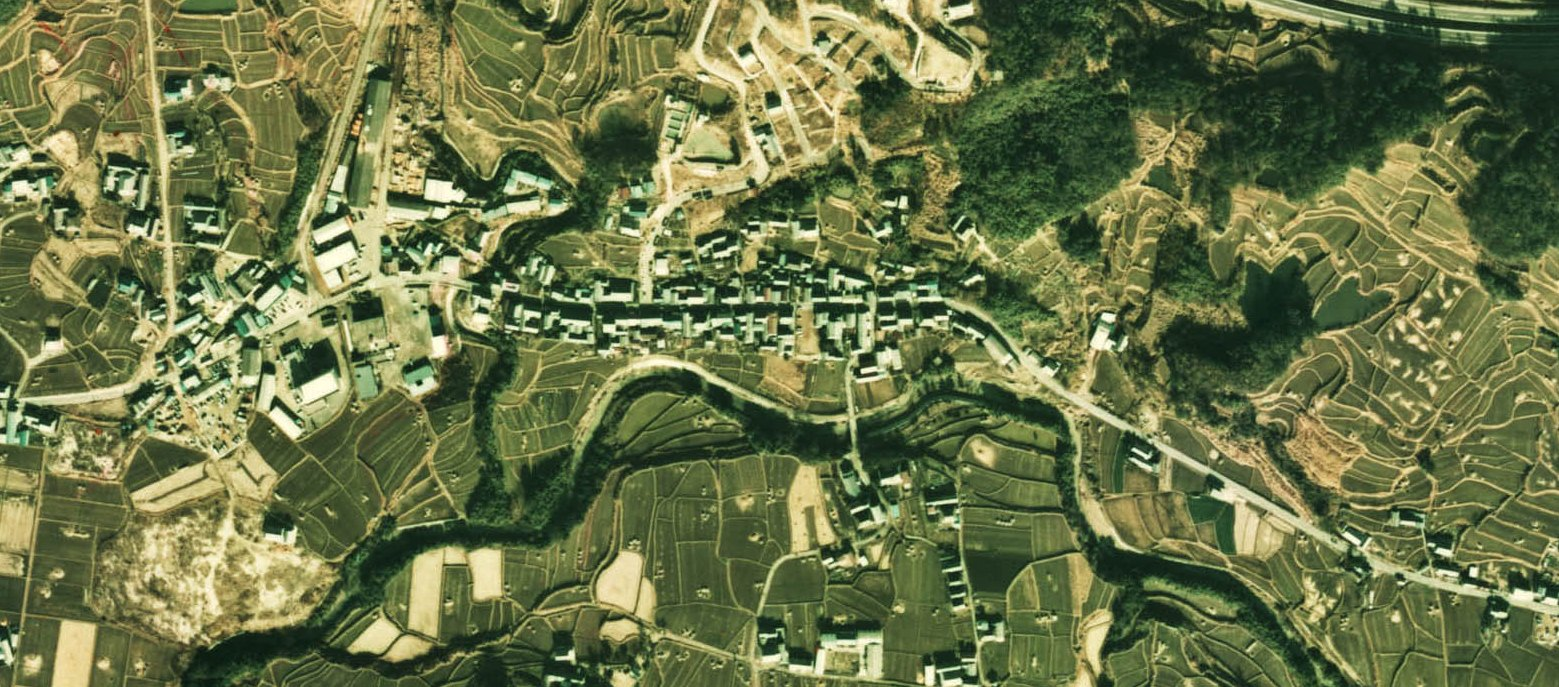
吉川町中心部（1974年度撮影）

- 1955年（昭和30年）7月1日 - 美嚢郡奥吉川村・北谷村・中吉川村の新設合併により発足[2]。
- 1956年（昭和31年）4月1日 - 吉川町消防団が誕生する。[29]
- 1956年（昭和31年）12月1日 - 「よ」を図案化した町章を制定する[26] [1]。[30]
- 1959年（昭和34年）12月 - 東支所・北支所を廃止する[1]。
- 1959年（昭和34年）12月 - 吉川町商工会を設立する[31]。
- 1959年（昭和34年）12月10日 - 庁舎が完成する[31]。

#### 1960年代
- 1961年（昭和36年）6月 - 豪雨により、被害を受ける。[32]
- 1962年（昭和37年）5月 - 加古川東部総合開発案を公表する[33]。
- 1962年（昭和37年）7月 - 神戸駅行きの直通バスが運行を開始する。[33]
- 1964年（昭和39年）1月 - 中部簡易水道が完成する。[34]
- 1964年（昭和39年）4月 - 高校学区が「東播北」地区に分けられ、北播6校（当時）と三田市の県立有馬高等学校への通学が認められる。[34][35]
- 1965年（昭和40年）7月1日 - 町制10周年記念式典を開催する。[36]
- 1966年（昭和41年）4月25日 - 渡瀬に県営住宅が完成する。[37]
- 1968年（昭和43年）1月 - 町内の保育所・幼稚園・小学校・中学校で給食が始まる[1]。
- 1968年（昭和43年）7月 - 吉川町農業協同組合が誕生する。[38]
- 1971年（昭和46年）7月2日 - 高速道路審議会で町民の要望を受け、建設中の中国自動車道に吉川ICの設置が決定する。[39]
- 1971年（昭和46年）10月24日 - 実楽で須恵器と金環が発掘される。[39]
- 1972年（昭和47年）10月 - 老人医療の無料化が始まる[1]。
- 1973年（昭和48年）4月 - 町木・町花を制定する[26][1][30]。
- 1974年（昭和49年）3月26日 - 差別を許さない明るい町づくり宣言をする[40]。
- 1974年（昭和49年）4月1日 - 兵庫県立有馬高等学校吉川分校が兵庫県立吉川高等学校として独立する[1][41][40]。
- 1974年（昭和49年）5月 - 吉川IC完成[40]。
- 1974年（昭和49年）6月4日 - 中国自動車道西宮北ICから福崎ICが開通し、吉川インターチェンジ供用開始[40]。

- 1980年（昭和55年）10月 - 町民憲章を制定する[26][1][30]。
- 1982年（昭和57年）4月1日 - 兵庫県道西奥大沢線が国道428号へ昇格[1]。
- 1988年（昭和63年）3月24日 - 舞鶴自動車道（現・舞鶴若狭自動車道）の吉川JCTから丹南篠山口ICまでが開通し、吉川JCTが供用を開始する[9]。

- 1993年（平成5年）5月23日 - 市外局番が07947から0794に変更される。
- 1995年（平成7年）1月17日 - 兵庫県南部地震（阪神・淡路大震災）が発生する[1]。
- 1995年（平成7年）8月 - みなぎ台の入居が開始される[1]。
- 1997年（平成9年）4月11日 - オーストラリアニューサウスウェールズ州コロワ市と姉妹都市を提携する[1]。 [42]
- 1999年（平成11年）4月1日 - みなぎ台小学校が開校する[1]。
- 2001年（平成13年）10月 - 吉川町コミュニティバスの運行を開始する[1]。
- 2002年（平成14年）3月9日 - 吉川温泉が完成する[1]。
- 2004年（平成16年）
  - 4月1日 - 三木市・吉川町合併協議会を設置する。[43]
  - 4月17日 - 山田錦の館が完成する。[44]
  - 10月20日 - 台風23号で美嚢川が氾濫し、当時79歳の女性が用水路にはまって死亡した。また交通網も乱れ、県道20号加古川三田線も三木市細川町から当町間で3カ所が冠水し通行止めになった。
- 2005年（平成17年）
  - 2月2日 - 三木市立教育センターで三木市との合併協定調定式が開催される。[45]
  - 3月17日 - 三木市との合併申請書を提出する[45]。
  - 10月24日 - 三木市に編入。同日吉川町廃止。同時に美嚢郡は消滅する[45] [4][5]。

### 地域
- 大字の変遷

1958年9月14日西奥北と西奥南が合併し、西奥が誕生したのを皮切りに大字同士の合併が進んだ。

### 行政

#### 役場と主な公共施設
- 吉川町役場（現在は三木市役所吉川支所になっている）
かつては旧・奥吉川村役場が東支所で旧・北谷村役場が北支所があったが、1959年12月に廃止された[1][47]。
- 健康福祉センター
- 総合中央活動センター（三木市との合併後、吉川総合公園に改称）[13]
また、町内の各地区に公園を整備するために「地区運動公園建設補助事業」を実施していた[12]。
- 町立の図書館は無く、中央公民館内に図書室がありそれが図書館の役割を果たしていた[48]。
- 警察・消防本部は町内にはなく、三木市の三木警察署・三木市消防署が管轄している。

#### 歴代町長
| 代      | 氏名     | 在任期間                      | 備考                           |
| ------- | -------- | ----------------------------- | ------------------------------ |
| 1 - 2   | 福井延一 | 1955年8月10日 - 1963年8月9日  | 合併後初の選挙。               |
| 3 - 5   | 澤井利市 | 1963年8月10日 - 1975年8月9日  | 無投票で当選。                 |
| 6       | 小畑永次 | 1975年8月10日 - 1979年8月9日  |                                |
| 7       | 清原佳春 | 1979年8月10日 - 1983年8月9日  |                                |
| 8 - 9   | 小畑永次 | 1983年8月10日 - 1988年1月28日 | 再選したが、任期途中で辞職     |
| 10      | 藤本清二 | 1988年3月6日 - 1992年3月5日   |                                |
| 11 - 14 | 岩波勉   | 1992年3月6日 - 2005年10月23日 | 三木市との編入合併により、失職 |

### 町章

吉川町章

- 「よ」の字を図案化したもので希望と発展を表したものを1956年8月に公募し、12月1日に制定された[1]。

### 市町村合併

#### 実現した合併
吉川町の新設に向けての合併 
- 当初は奥吉川村は神戸市との合併を望んでいたが、早急には出来ずに1955年4月に促進協議会が組織化され、中吉川村・北谷村と合併し、同年7月1日に誕生した。その後、同年8月10日の初代町長選挙で福井延一が選ばれ、同年9月17日に合併祝賀式を開催し、同年10月10日に初の議会議員選挙を実施した[47][53][54]。

三木市の編入に向けての合併
- 協議会設置前は賛成と反対の意見があった。2001年に地方交付税の収入が減少したことから検討し、そして、2002年3月に当時の岩波勉町長が合併を考えると検討し、同年5月には「吉川町合併研究会」の発足、同年12月22日の合併説明会で行政や文化に接点があったことから三木市の合併を希望した。2003年12月4日に当町が三木市に対して合併協議会設置を申し入れ、2004年4月1日に合併協議会が発足した。そして、2005年2月2日に合併調印式を開催し、同年10月24日に合併した[55][56][57][58][45]。

#### 実現しなかった合併
神戸市の編入に向けての合併
- 1959年2月に周辺の自治体が神戸市への編入合併を希望し、当町もその影響を受けて合併請願書を提出し、同年3月17日に当町を神戸市が視察され、編入合併が内定していたが、兵庫県が神戸市の面積増大をしたため合併は実現しなかった。[31][59]

三田市との合併
- 「交通の利便性」などの町民の意見があっただけで行政の接点がないことから具体的な実現には至らなかった[56][57]。

#### 合併特例事業
- 当町では新市町村建設促進法を受けて、1956年（昭和31年）10月1日に事業が可決され、1959年（昭和34年）12月10日に吉川町役場・同年8月に吉川町立吉川中学校・同年11月9日に吉川町立中吉川小学校内に中吉川公民館の施設を兼ねた屋内運動場を整備した。[54][60][61]

### 姉妹都市・提携都市
海外
- コロワ市（英語版）（オーストラリア・ニューサウスウェールズ州）：1997年4月11日 姉妹都市提携[1][42]